# Jelle Schijvenaars
Jelle Schijvenaars (Eindhoven, 9 juni 1987) is een Nederlandse voetballer die als aanvaller speelt. 
Hij speelde in de jeugd van RKVVO, FC Eindhoven en PSV. Schijvenaars haalde bij PSV echter nooit het eerste elftal op een aantal oefenwedstrijden na. In 2008 vertrok hij dan ook naar KVSK United waar hij slechts 9 wedstrijden speelde, in de winterstop van het seizoen 2008/2009 keerde hij op huurbasis terug op het oude nest bij FC Eindhoven. 
In het seizoen 2010-2011 ging hij voor E.V.V. Echt spelen dat uitkomt in de Topklasse. Schrijvenaars kwam vervolgens uit voor VV UNA, Witgoor Sport Dessel, OJC Rosmalen en KFC Turnhout. Medio 2018 keerde hij terug bij UNA. Vanaf medio 2021 gaat hij naar KFC Helson Helchteren.

## Carrière
| Seizoen | Club         | Wedstrijden | Doelpunten | Competitie     |
| ------- | ------------ | ----------- | ---------- | -------------- |
| 2007/08 | PSV          | 0           | 0          | Eredivisie     |
| 2008/09 | KVSK United  | 9           | 0          | België         |
| 2008/09 | FC Eindhoven | 6           | 1          | Eerste Divisie |
| 2009/10 | FC Eindhoven | 1           | 0          | Eerste Divisie |
| Totaal  |              | 16          | 1          |                |